# Giovanni Biagio Luppis
Giovanni Biagio Luppis (27 août 1813 - 11 janvier 1875) était un officier de la marine autrichienne, né à Fiume qui le premier eut l'idée d'une torpille autopropulsée.

## Premières années
En 1813, Fiume (Rijeka en croate) fait partie de l'empire autrichien (et après 1867 du royaume de Hongrie). Luppis fait ses études au lycée de Fiume, puis entre à l'école navale de Venise. Il épouse une jeune femme de l'aristocratie : Elisa de Zotty.
Il sert dans la marine autrichienne et parvient au grade de capitaine de frégate. En 1848/1849, il participe au blocus de Venise destiné à contrarier l'unification italienne.

## Le "Salvacoste"
C'est à la même époque qu'un officier d'artillerie navale autrichien conçoit le projet d'un petit canot bourré d'explosif, propulsé par un moteur à vapeur ou à air comprimé et dirigé à distance par des filins afin d'aller frapper les navires ennemis. À sa mort, et avant qu'il ait pu perfectionner son invention ou la rendre publique, les dossiers de cet officier anonyme tombent entre les mains de Giovanni Luppis.
Reprenant l'idée à son compte, Luppis prévoit une sorte de mine flottante qui serait contrôlée depuis le rivage. Le premier prototype mesure un mètre de long mais est trop primitif pour être opérationnel.
La deuxième version est construite avec un mécanisme à ressort pour assurer la propulsion. L'explosif se trouve à l'arrière mais peut être mis à feu par un impact sur l'avant, les côtés ou le dessus en cas de retournement. Les gouvernes de direction sont actionnées par des câbles depuis la terre.
Après de nombreux essais, la version connue sous l'appellation "6m" ou "salvacoste" fonctionne assez bien.
En 1860, Luppis bien que retraité de la marine parvient à organiser une démonstration du "6m" pour l'empereur François-Joseph. C'est un succès.
Mais la commission navale reste réservée et demande l'amélioration de la propulsion et du guidage.

## Rencontre avec Robert Whitehead
En 1864, par l'entremise du maire de Fiume, il peut rencontrer l'ingénieur anglais Robert Whitehead, directeur du Stabilimento Technico Fiumano avec lequel il passe un accord pour le développement du "salvacoste".
Whitehead prépare un nouveau prototype, mais conclut assez rapidement que l'idée n'est pas viable. De son point de vue, il ne faut plus se concentrer sur une action en surface mais chercher une solution plus efficace pour attaquer les navires sous la ligne de flottaison.
Son nouveau modèle va naviguer sous l'eau, propulsé par un moteur à air comprimé et doté d'un guidage automatique en profondeur et direction.
Whitehead a profondément modifié le projet original, mais il continue d'attribuer le crédit de la découverte à Luppis.
Le 21 décembre 1866, la première torpille automobile est officiellement présentée aux autorités austro-hongroise pour une évaluation. Le modèle a un diamètre de 355 mm, une longueur de 3,35 mètres et un poids de 146 kg dont 8 kg d'explosif.
La commission navale impressionnée valide les tests et dès le 6 mars 1867 le gouvernement autrichien passe une première commande. Whitehead conserve les droits de vente à d'autres États et négocie un nouvel accord avec Giovanni Luppis qui lui assure le contrôle total des ventes futures.
Cette invention paraît très prometteuse, mais pendant les premières années il n'y a pas assez de commande et la Stabilimento Technico Fiumano traverse une grave crise qui la conduit à la faillite en 1873.
Whitehead rachète l'affaire et la transforme en une compagnie privée en 1875.
Giovanni Luppis prend sa retraite à Milan où il meurt en 1875.

## Source de traduction
- (en) Cet article est partiellement ou en totalité issu de l’article de Wikipédia en anglais intitulé « Giovanni Luppis » (voir la liste des auteurs).